# Prezydenci Tanganiki
| Osoba | Osoba   | Osoba                      | Kadencja       | Kadencja         | Partia polityczna                     |
| #     | Portret | Imię i Nazwisko            | Od             | Do               | Partia polityczna                     |
| ----- | ------- | -------------------------- | -------------- | ---------------- | ------------------------------------- |
| 1     |         | Julius Nyerere (1922–1999) | 9 grudnia 1962 | 26 kwietnia 1964 | Afrykański Narodowy Związek Tanganiki |